# Risanäs skolmuseum
Risanäs skolmuseum är ett ideellt arbetslivsmuseum beläget i Risanäs söder om Ronneby i Ronneby kommun, Blekinge län. Skolans undervisning startade den 30 september år 1854 i byggnaden som inrymmer en lektionssal och en lärarbostad. Skolverksamheten utökades år 1887 genom att vindsvåningen byggdes om till slöjdsal. Det bedrevs undervisning i byggnaden fram till 1913 då verksamheten flyttades till den då nybyggda skolbyggnaden i Saxemara. Folkskolebyggnaden kom att restaureras 1954 och i samband med detta arbete så plockades även senare tillbyggnader bort. Fotografisk dokumentation visar att restaureringsarbetet färdigställts till 1957. Efter att utbildningsverksamheten upphört användes byggnaden som lokal för snickeriverksamhet fram till 1970-talet då Ronneby kommun köpte byggnaden. Syftet med kommunens förvärv av byggnaden var redan från början att skapa ett pedagogiskt museum för att förmedla äldre tiders skolmiljöer. Byggnaden inreddes med autentiska skolinredningar från klassrum som lagts ned i Ronneby.